# 賈秀
賈 秀（か しゅう、生年不詳 - 469年）は、中国の北魏の政治家。本貫は武威郡姑臧県。

## 経歴
賈彝の子として生まれた。中書博士を経て、中書侍郎・太子中庶子・揚烈将軍となり、陽都県男の爵位を受け、青州大中正をつとめた。文成帝のとき、爵位は陽都県子に進み、振威将軍の位を加えられた。丞相の乙渾が北魏の朝廷で専権をふるうようになると、乙渾の妻が公主の称号を求めたが、賈秀は「公主の称や王姫の号は、拓跋氏でない者にはふさわしくない」として取り合わなかった。乙渾は多くの人物を殺害していたため、周囲の人々は恐怖にふるえたが、賈秀は乙渾夫妻を怒らせて平然としていた。たまたま乙渾が殺害されたため、賈秀は難を免れた。
あるとき、賈秀と高允の長男の高忱を長楽郡太守として出向させる辞令が出たが、賈秀は「功績のない子に先達を超えさせてはいけない」と言って固辞した。
賈秀は5人の皇帝に歴仕して、大官に上ることはなかったが、つねに機密を扱うところにいた。清廉質素な生活を送り、資産を作らなかった。469年、死去した。大将軍・冀州刺史・武邑公の位を追贈された。諡は簡といった。
子の賈儁は、顕武将軍・荊州刺史となった。後に洛州刺史となり、学官を置いて教育につとめた。

## 伝記資料
- 『魏書』巻33 列伝第21
- 『北史』巻27 列伝第15